# La Parole
Pour les articles homonymes, voir Parole (homonymie) et Ordet.
Pour plus de détails, voir Fiche technique et Distribution.
La Parole (Ordet) est un film danois réalisé par Carl Theodor Dreyer et sorti en 1955.

## Synopsis
En 1925, dans le Jutland (Danemark), le vieux luthérien Morten Borgen exploite une vaste ferme, le domaine de Borgensgård, entouré de son fils aîné Mikkel, de sa bru Inger, du fils cadet, Johannes, alors en pleine crise mystique, et du benjamin, Anders. Un matin, Morten Borgen et deux de ses fils partent à la recherche du troisième, Johannes, qui vient de s'enfuir. Ils le retrouvent dans les dunes voisines, se prenant pour le Christ et reprochant aux hommes de ne point entendre sa voix. Autrefois, son père souhaitait faire de lui un pasteur, ce que Mikkel, devenu athée, lui reproche. Son épouse Inger, mère de deux fillettes, est enceinte. Quant à Anders, il est épris d'Anne, la fille de Peter le tailleur. Mais celui-ci refuse de lui donner la main de sa fille, à cause de désaccords qui les opposent en matière religieuse. Apprenant cette décision, Morten le patriarche se met en colère et se rend chez Peter. Il déclare que les divergences religieuses ne doivent en aucun cas nuire au bonheur de leurs enfants. Peter s'obstine et rétorque qu'il serait bon qu'il traverse des épreuves. Les rapports entre les deux hommes s'enveniment à tel point qu'on doit les séparer. Le vœu de Peter paraît se réaliser : par téléphone, ils apprennent qu'Inger est au plus mal. Le docteur, la sage-femme et Mikkel s'empressent autour d'Inger. Johannes évoque de sombres visions. Ses prédictions se matérialisent malheureusement : l'enfant est mort-né et Inger ne peut être sauvée. Johannes tente de la ressusciter en vain et s'évanouit. Il quitte alors la chambre, par la fenêtre, en laissant, en guise de message, une citation biblique : « Vous me chercherez et […] je vous le dis aussi maintenant : vous ne pouvez aller où je vais. » Le faire-part de décès d'Inger emplit l'écran. Dès lors, Peter annonce à sa femme qu'il leur faut gagner Borgensgård, le Christ conseillant la réconciliation entre frères. Dans la demeure familiale des Borgen, le pasteur prononce son sermon. Peter se réconcilie avec Morten. Mikkel pleure auprès du cercueil. Johannes apparaît alors : la petite Maren, fille d'Inger, le conduit auprès de la défunte et lui demande d'agir vite. Il semble avoir recouvré la raison et dit : « Écoute-moi, toi qui es morte. » Le pasteur proteste, le docteur le retient. Johannes poursuit : « Donne-moi la Parole. […] Inger, au nom de Jésus-Christ, lève-toi. » Inger décroise les doigts et ouvre les yeux. Son époux, Mikkel, retrouve la foi. Anders remet la pendule en marche. Mikkel s'exclame alors : « Une nouvelle vie commence pour nous. » Inger lui répond : « Oui, la vie, la vie… »

## Fiche technique
- Titre original : Ordet
- Titre français : La Parole
- Réalisation : Carl Theodor Dreyer
- Assistants : Jesper Gottschalch, Karen Petersen
- Scénario : Carl Theodor Dreyer d'après la pièce éponyme de Kaj Munk
- Production : Carl Theodor Dreyer, Erik Nielsen, Tage Nielsen pour Palladium, Copenhague
- Directeur de la photographie : Henning Bendtsen - Noir et blanc, 1:33
- Son : monophonique
- Décors : Erik Aaes
- Ingénieur du son : Knud Kristensen
- Musique : Poul Schierbeck
- Montage : Edith Schlüssel
- Tournage : été 1954, côte occidentale du Jutland et studios d'Hellerup
- Genre : drame
- Durée : 124 minutes
- Sortie : 10 janvier 1955[3] (Danemark)

## Distribution (par ordre alphabétique)
Le film ne comporte aucun générique, seul le titre est annoncé.
- Hanne Agesen : Karen, une servante
- Sylvia Echausen : Kirstin Petersen
- Birgitte Federspiel : Inger
- Ejner Federspiel : Peter Petersen
- Emil Hass Christensen : Mikkel Borgen
- Cay Kristiansen : Anders Borgen
- Preben Lerdoff Rye : Johannes Borgen
- Henrik Malberg : Morten Borgen
- Gerda Nielsen : Anne Petersen
- Ann Elisabeth Rud : Maren Borgen
- Ove Rud : Le pasteur
- Susanne Rud : Lilleinger Borgen
- Henry Skjaer : Le docteur
- Edith Trane : Mette Maren

## Récompenses
- 1955 : Lion d'or au festival de Venise
- 1956 : Golden Globe du meilleur film étranger

## Analyse
Dès 1932, lorsqu'il voit au théâtre la pièce de Kaj Munk, Dreyer manifeste le désir de l'adapter à l'écran. Il ne peut, néanmoins, réaliser ce vœu qu'en 1954. Entre-temps, son confrère suédois Gustaf Molander le précède et donne, en 1943, une version de ce drame religieux dans un mode plutôt réaliste, voire "positiviste".
« Au contraire, Dreyer opte pour une vision profondément stylisée. Il ne s'agit nullement, par l'imposition d'une forme contraignante, de marquer la présence de la spiritualité, mais au contraire d'en dénoncer l'absence dans un univers contradictoirement habité par le religieux. »
Le titre Ordet (La Parole ou Le Verbe) se réfère au moment où Johannes, le fils réanimateur de la foi, proclame : « Donne-moi la parole, la parole qui peut redonner vie aux morts [...]  Inger, au nom de Jésus Christ, lève-toi. » Tout dans Ordet ramène aux questions de la foi. 
« Carl Theodor Dreyer pose le problème du retour du Messie sur terre, dont le nom savant est parousie. Si Jésus revient, que ferons-nous ? Sera-t-il de nouveau moqué, insulté, condamné ? La Parole est inspiré directement d’un épisode de la vie de Jésus, quand il entend annoncer à un rabbin que sa fille vient de mourir » :

« Jésus, qui avait entendu cette parole, lui dit, “ne crains pas, crois seulement et elle sera guérie”. Lorsqu’il fut arrivé à la maison, il ne laissa entrer personne avec lui, si ce n’est Pierre, Jean, Jacques, avec le père et la mère de l’enfant. Comme tous pleuraient et se lamentaient, Jésus leur dit, “ne pleurez pas ; elle n’est pas morte, mais elle dort”. Et ils se moquèrent de lui, sachant qu’elle était morte. Mais lui, la saisissant par la main, dit en élevant la voix, “enfant, lève-toi !” La respiration lui revint et elle se leva à l’instant ; et Jésus demanda qu’on lui apporte à manger »

« Johannes n'est pas un simple d'esprit, il ne se prend pas pour Jésus. Le patriarche Morten Borgen a accepté le fardeau de ce fils au comportement inattendu, il y a vu la croix que le Ciel a bien voulu charger sur ses épaules, en châtiment des péchés qu’il a pu commettre. Heureusement, Dieu lui a donné aussi une merveilleuse belle-fille, Inger, l’épouse de son fils aîné, Mikkel... Mais quand Inger meurt après avoir mis au monde un enfant mort-né, le patriarche, qui a prié pendant tout l’accouchement, se prend à douter. Dieu se serait-il détourné de lui ? C’est alors que Johannes interpelle le patriarche et le reste de la famille rassemblée, “aucun d’entre vous n’a eu l’idée de demander à Dieu de nous rendre Inger ?” Son père le reprend, “tu blasphèmes, Johannes – C’est vous qui blasphémez, par la tiédeur de votre foi.” Johannes paraphrase Jésus quand il s’est adressé aux pêcheurs, “ô vous, hommes de peu de foi”. Il s’approche de la dépouille d’Inger et lui parle à haute voix, “entends-moi, toi qui es morte”. Le pasteur, qui est venu prier pour le salut de la défunte, bondit de sa chaise pour repousser Johannes, “il est fou !” Mais il est retenu par le médecin, un agnostique pourtant, qui pense qu’un état de sommeil cataleptique a pu lui échapper quand il a déclaré le décès d’Inger ».
« Dreyer centrait La Passion de Jeanne d'Arc sur la mission mystique de l'héroïne ; il centre Ordet sur le miracle (miracle d'ailleurs lié au credo : le Christ ressuscité promet aussi la résurrection de la chair et la vie éternelle). »
Dreyer a, par ailleurs, élagué les conversations théologiques contenues dans la pièce de Kaj Munk. « J'ai eu la chance durant le travail de simplification du scénario de trouver la plus grande compréhension de Mme Lise Munk, la veuve du pasteur. Nous étions d'accord sur le fait que Kaj Munk lui-même aurait certainement préféré un film issu d'une de ses œuvres à une représentation théâtrale filmée », dit-il. 
En réalité, « les conflits psychologiques et religieux qui opposent les personnages ne sont dans Ordet que la matière du film ; la mise en scène seule exprime, au-delà des mots et des situations dramatiques, le regard de Dreyer et ce qu'il veut faire entrevoir au-delà de ce qu'il regarde », estime Jacques Lourcelles. Autrement dit : Dreyer tente de nous faire découvrir l'Invisible.
Dreyer observe, aussi, avec tendresse et minutie, le quotidien raisonnable. Dreyer filme donc les petites choses de l'humanité parce qu'il « lui semble que plus cette parcelle sera étroite - un visage, un intérieur de ferme propre et bien rangé, un escalier de quelques marches montant vers la dune -, plus son regard aura chance d'y plonger jusqu'aux racines de l'être. Pour Dreyer, la foi seule est capable d'embrasser la totalité de l'univers, alors que l'athéisme et le scepticisme n'en voient qu'une partie dont ils ont la folie de croire qu'elle est le tout. »
Éric Rohmer tente une définition du film : « Dans Ordet, le débat qui s'y livre n'a point pour thème quelque abstraite question de théologie, mais bien les rapports concrets, physiques, de Dieu et de la créature : la prière, la parole de l'homme parvient-elle à Dieu et Dieu lui répond-il ? »

## Postérité
- Breaking the Waves (1996) du réalisateur danois Lars von Trier, et Lumière silencieuse (2007) du réalisateur mexicain Carlos Reygadas sont influencés par Ordet.
- Le film est mentionné dans Invisible de Paul Auster.
- L'oeuvre théâtrale de Kaj Munk a elle-même été adaptée en français par Marie Darrieussecq[13].